# Костер (Челябинская область)
Костер — посёлок в Каслинском районе Челябинской области России. Входит в состав Вишневогорского городского поселения. 

## География
Находится примерно в 17 км к северо-западу от районного центра, города Касли, на высоте 291 метра над уровнем моря.

## Население
| 2002 | 2010 |
| ---- | ---- |
| 18   | ↗21  |

По данным Всероссийской переписи, в 2010 году численность населения посёлка составляла 21 человека (11 мужчин и 10 женщин).

## Улицы
Уличная сеть посёлка состоит из одной улицы (ул. Каслинская).